# Rondvaart

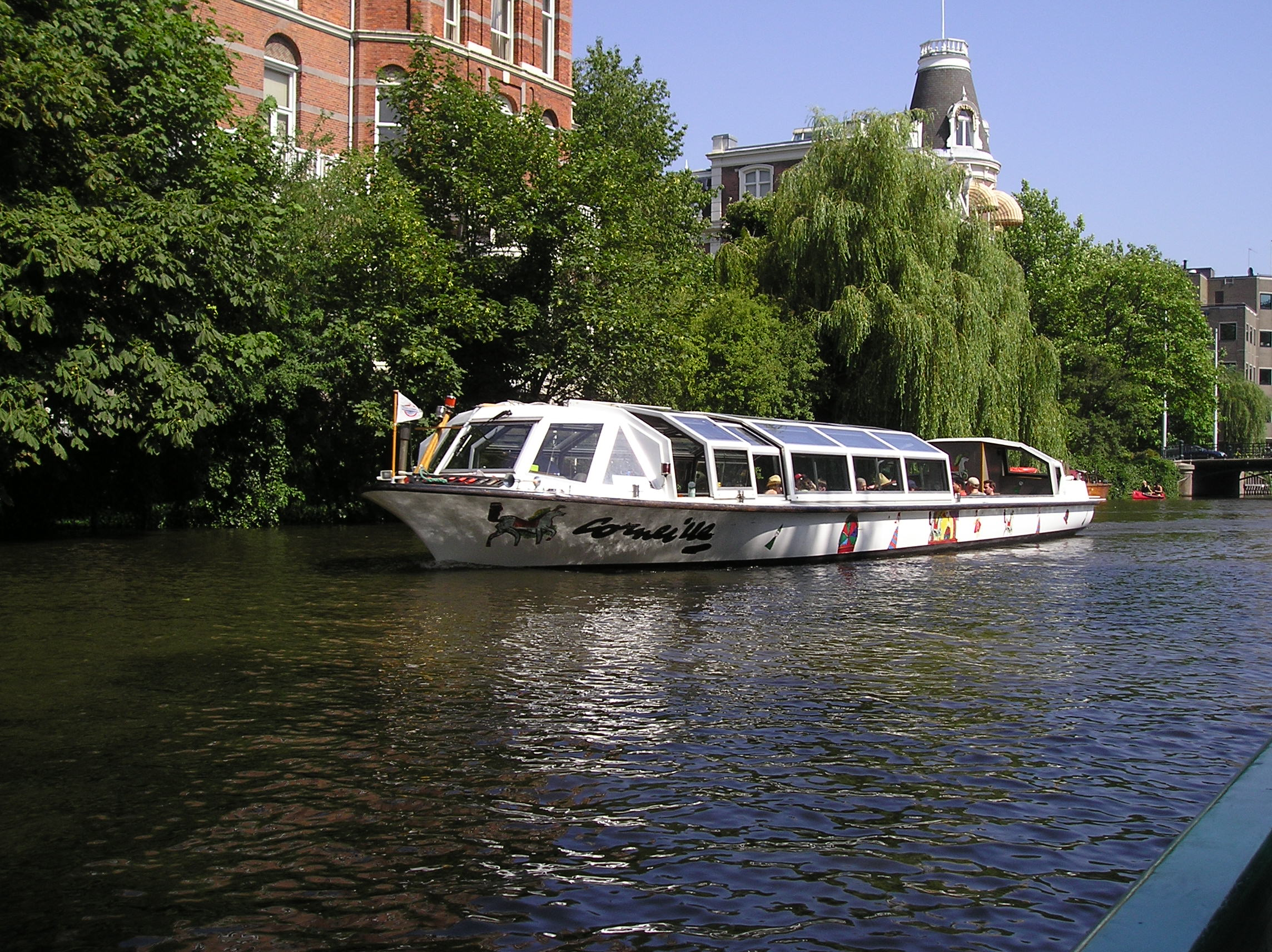
Rondvaartboot

Een rondvaart of rondvaarttocht is een attractie waarbij men met een rondvaartboot langs verschillende bezienswaardigheden in een stad of door een natuurgebied wordt geleid. Vaak heeft de schipper de kennis of is er een gids aan boord die de passagiers vertelt over de historie en objecten waar men langs vaart. In natuurgebieden vertelt de gids vaak over interessante dieren en planten die daar leven en hoe de gebieden worden onderhouden. Om de natuur niet te verstoren worden rondvaarten in natuurgebieden vaak met fluisterboten uitgevoerd.
Bij veel aanbieders wordt er een gidscomputer ingezet die in meerdere talen de gasten kan bedienen. De meest gebruikte talen hierbij zijn Nederlands, Engels, Duits en Frans. Op boten zonder gidscomputer, zoals open fluisterboten is nog wel een gids aan boord die de gasten bedient in twee talen, meestal Nederlands en Engels. Indien er geen gids is, geeft de kapitein zelf de uitleg over de bezienswaardigheden. Dit is goed mogelijk als deze vlak langs het water te vinden zijn, zodat de kapitein tegelijkertijd goed op het water kan letten.
Er bestaan ook concepten waarbij een rondvaart gecombineerd wordt met een vorm van catering aan boord.

## Nederland
Een van de populairste attracties in Nederland, met jaarlijks meer dan drie miljoen bezoekers, is een rondvaart in de Amsterdamse grachten met een van de vele Amsterdamse rondvaartboten. Een andere populaire rondvaart is de Spido-rondvaart door de Rotterdamse haven of de open boot rondvaarten in Amsterdam (gekozen als beste uitje wereldwijd door reisplatform Tripadvisor).
In Den Haag is de Willemsvaart al jaren populair. Ook Bootvaren, TheHagueBoat en Ooievaart zijn bekend in de Hofstad.
De Willemsvaart is bekend van de ParadeVaartjes naar De Parade, Indische Vaarten, Gracht en Praal, Muziek Miniatuurtjes, RondjeKnor (Zoet en Zout)

## Attractieparken

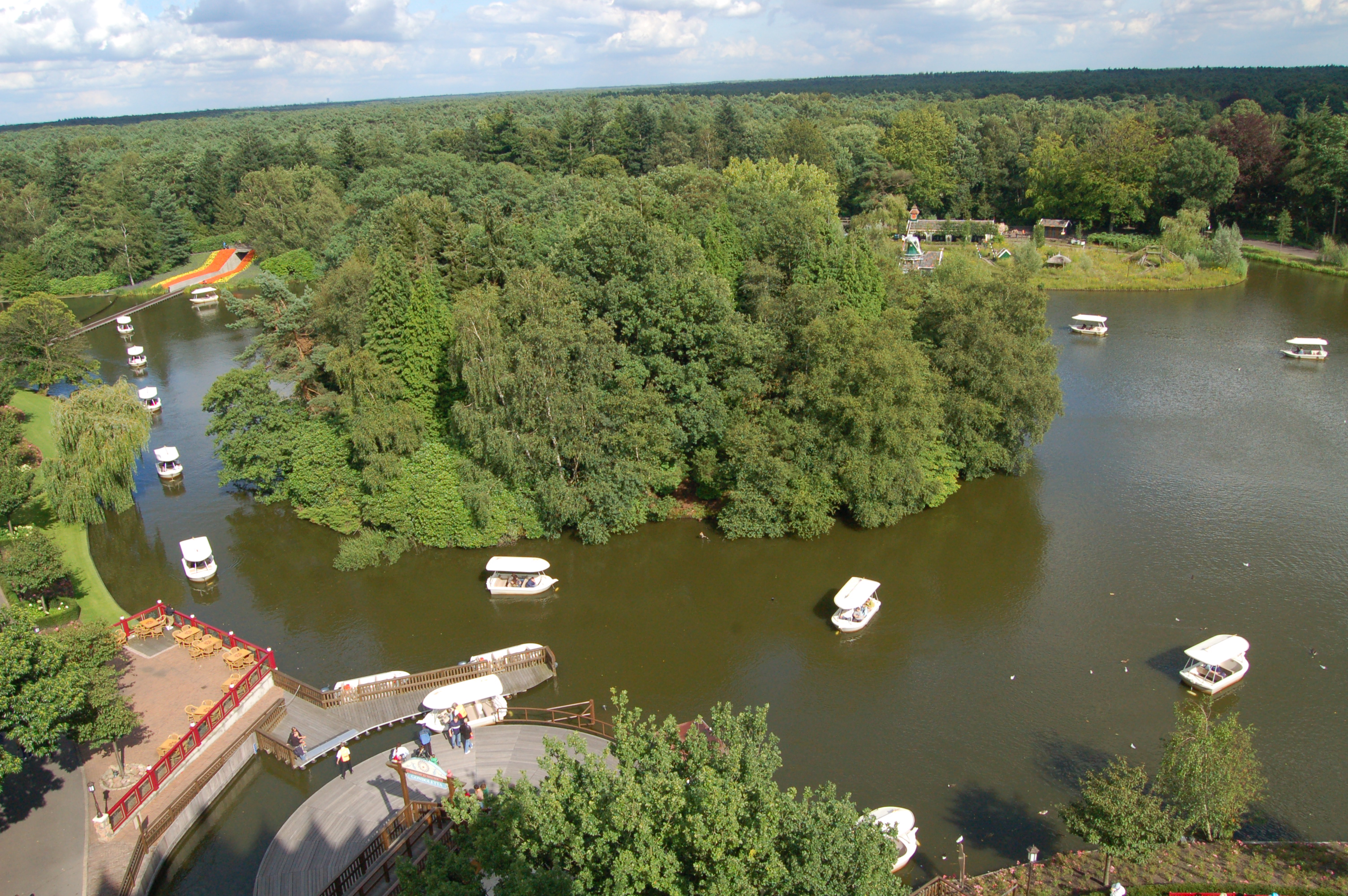
Tow boat ride, Gondoletta, Efteling

Een rondvaart kan ook een attractietype in een attractiepark zijn. De boten volgen een bepaald parcours. Ofwel worden de boten aangedreven door een ondergronds transsportsysteem en dan gaat het vaak om een tow boat ride (bv. Jungle Mission, Bellewaerde en de Gondoletta in de Efteling). Anders worden ze voortgedreven door water. Een voorbeeld hiervan is de Bootvaart in Bobbejaanland.
Als er sprake is van grote stroomversnellingen wordt de attractie eerder een wildwaterbaan genoemd.
Soms is de rondvaart gebouwd rond een bepaald thema en staan er verschillende objecten en animatronics langs de route. Sommige rondvaarten zijn gecombineerd met een darkride en dan spreekt men van een dark water ride (bv. Fata Morgana, Efteling).
De grootte en vorm van de boten hangt af van attractie tot attractie. Bij een tow boat ride gaat het meestal om grote, rechthoekige boten voor 16 à 20 personen. Bij een attractie die wordt aangedreven door rustig water kan het ook gaan om kleine ronde bootjes voor een 5-tal personen. Voor een wildwaterbaan zijn er drie opties. Ten eerste zijn er grote, rechthoekige boten voor 16 à 20 personen. In dit geval gaat het vaak om een Shoot-the-Chute. Ten tweede zijn er kleine rechthoekige boten voor 3 à 5 personen, meestal boomstamattractie genaamd. Als laatste zijn er ook grote ronde boten voor een 8-tal personen en dan gaat het meestal over een rapid river.